# Drag Reduction System

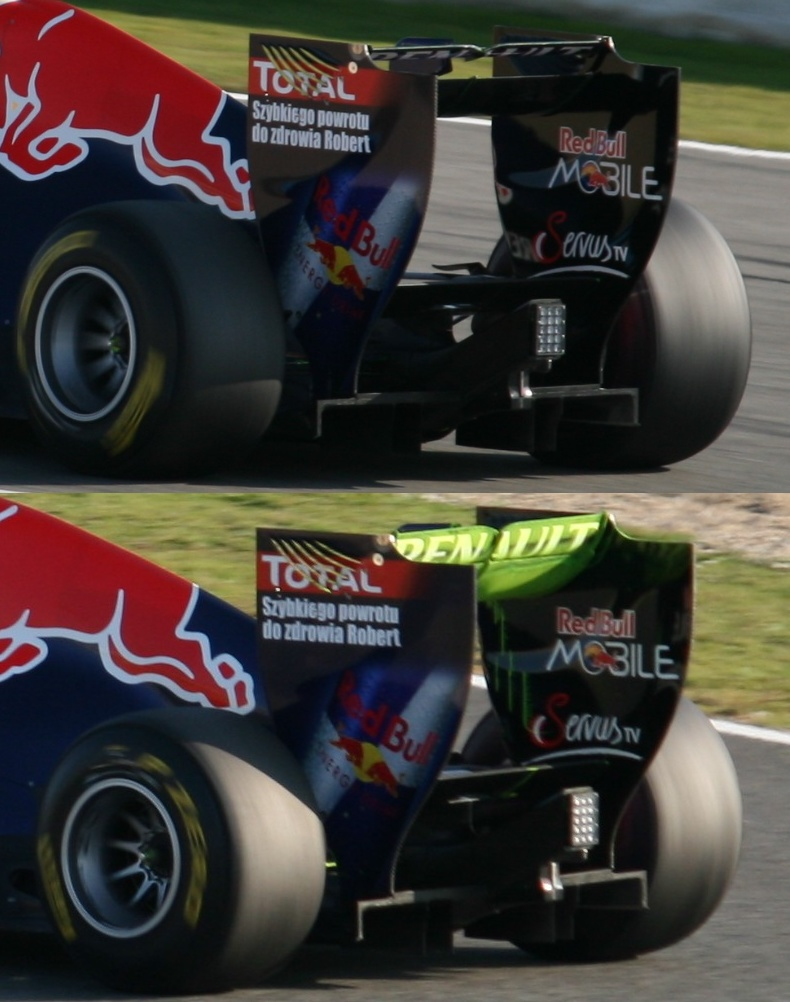
L'alettone posteriore regolabile della Red Bull.

Il Drag Reduction System (lett. "Sistema di riduzione della resistenza aerodinamica"), abbreviato come DRS e chiamato comunemente anche ala posteriore mobile o semplicemente ala mobile, è un dispositivo introdotto in Formula 1 a partire dal campionato 2011 volto a ridurre la resistenza aerodinamica delle vetture in determinate zone della pista al fine di favorire i sorpassi.
Verrà rimosso nella stagione 2026.

## Descrizione
È un flap regolabile posto sull'ala posteriore che se aperto consente di ridurre la deportanza, aumentando significativamente la velocità e, di conseguenza, le possibilità di sorpasso sull'auto che precede. Quando è chiuso, viceversa, garantisce una maggiore aderenza, utile nelle curve medio-lente. L'effetto è quello dei sistemi f-duct, ma il principio è diverso perché con il DRS l'ala perde carico in virtù dell'effettiva variazione dell'inclinazione.
Il DRS, che può essere azionato dai piloti grazie ad un bottone sul volante, viene automaticamente disattivato quando il pilota frena oppure può essere disabilitato manualmente. 
Quando la safety car è in pista il DRS non è disponibile: viene infatti riattivato un giro dopo il rientro nella pit lane di quest'ultima. Inoltre, il DRS non è immediatamente disponibile in caso di pista bagnata, in caso di bandiere gialle nelle "DRS zones" e se il pilota sta utilizzando pneumatici da bagnato estremo (full wet). A partire dalla stagione 2012, tuttavia, si è stabilito che l'uso del DRS con pista umida sarebbe stato autorizzato dal direttore di gara solamente nel caso l'utilizzo del dispositivo non avesse inciso sulla visibilità in pista.
In aggiunta a ciò, durante ogni Gran Premio il dispositivo può essere usato dall'inizio del secondo giro e viene sospeso, oltre alle già elencate circostanze, anche in caso di una qualunque altra ragione che, secondo la direzione gara, può rendere il DRS pericoloso.

## L'utilizzo del DRS

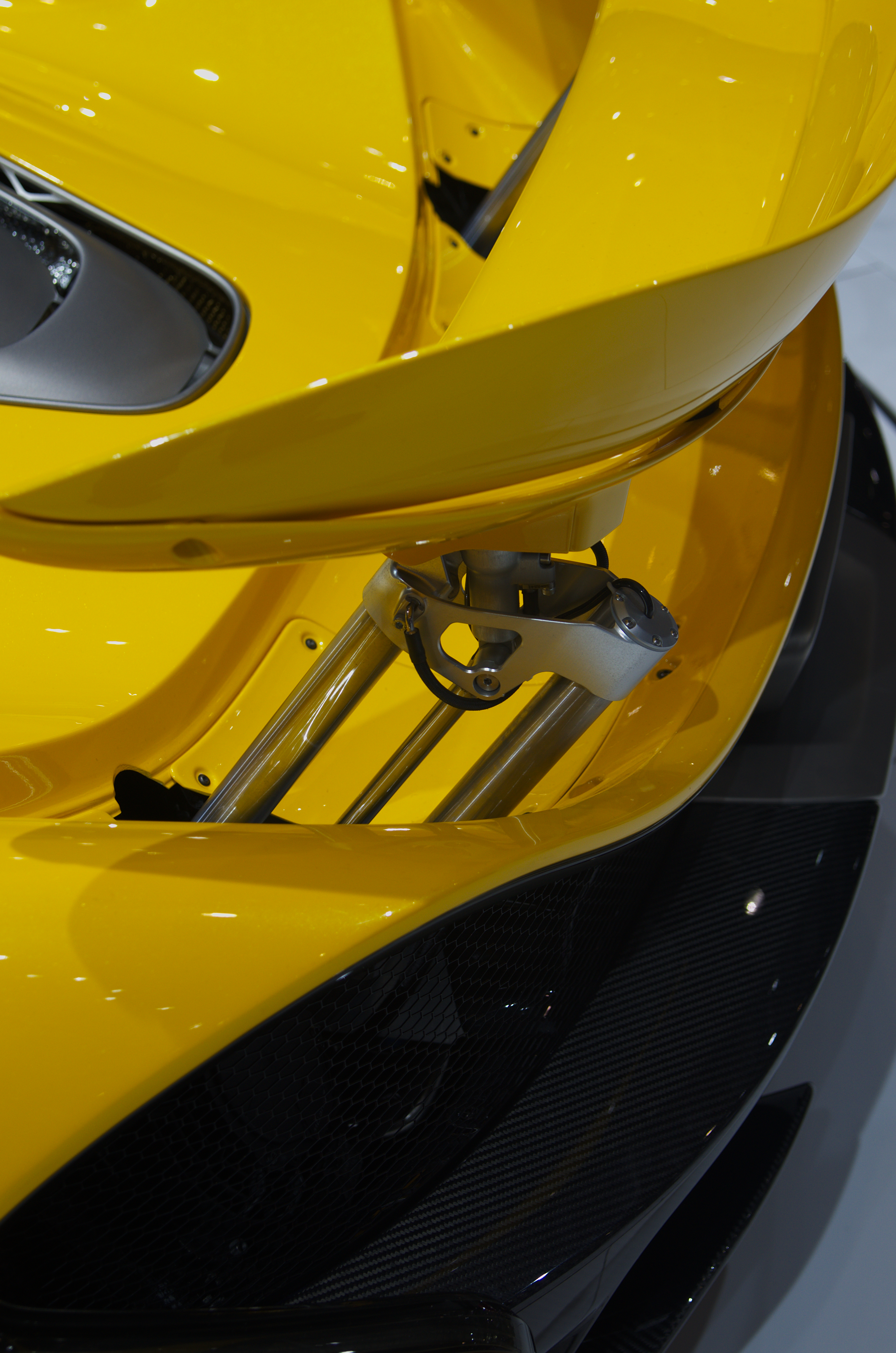
Dettaglio dello spoiler retrattile posteriore di una McLaren P1 del 2013 dotata del sistema DRS derivato dalle monoposto di Formula 1.

L’utilizzo del DRS è normato nel regolamento sportivo della Formula 1 dall'articolo riguardante la "Driver Adjustable Bodywork" (lett. "Carrozzeria regolabile dal pilota").
In base al circuito in cui si gareggia, la FIA è solita decidere se è possibile concedere l'utilizzo del DRS; se tale utilizzo è permesso, la stessa Federazione ha il compito di indicare quale siano le zone della pista (solitamente rettifili, quasi sempre il rettilineo della partenza/arrivo, come per esempio nei casi di Montréal e di Monza) in cui tale dispositivo può essere azionato (ad esempio, per la prima prova del Campionato mondiale di Formula 1 2012, tenutasi presso il circuito cittadino australiano dell'Albert Park, la FIA ha stabilito due zone per l'attivazione del dispositivo in gara).
Durante le stagioni 2011 e 2012, il DRS nelle tre sessioni di prova e in qualifica era utilizzabile su tutto il tracciato, a meno che la FIA non avesse deciso di vietarne l'uso in punti che avrebbero potuto mettere a rischio l'incolumità dei piloti, come è accaduto a Monte Carlo per il tunnel oppure in occasione del Gran Premio del Belgio 2011, quando la Federazione ne ha proibito l'attivazione sulla storica curva dell'Eau Rouge. La decisione è stata accettata dalle squadre e giudicata "sensata". Dal campionato 2013 il DRS può essere utilizzato solo nelle DRS zones anche nelle prove e nelle qualifiche. 
Durante le qualifiche, se il DRS dovesse essere disabilitato a causa della scarsa visibilità nel corso di una delle tre sessioni (Q1, Q2 e Q3), non sarà più disponibile fino al termine di quella stessa sessione e, nel caso di Q1 e Q2, potrà essere ricominciato ad utilizzare solamente dall'inizio della sessione successiva, a condizione che non venga disabilitato nuovamente.
Se da un lato l'utilizzo del DRS è concesso a tutti i piloti in caso di prove libere e qualifiche, dall'altro lato esso può essere utilizzato in gara, e nella Sprint, solamente se la striking distance, ovvero il distacco, tra la vettura che precede, che può essere anche una da doppiare o una già doppiata, e la vettura che segue sia inferiore ad un secondo. A tal fine, lungo i tracciati sono presenti i cosiddetti detection points, grazie ai quali i distacchi tra le vetture prima di una zona DRS sono costantemente aggiornati. In alcuni circuiti il distacco rilevato da un detection point consente, o impedisce, l'apertura del DRS sulle due zone DRS successive: ad esempio a Montréal il detection point che è posizionato prima del tornantino gestisce l'attivazione del dispositivo nelle successive due zone, poste in corrispondenza degli ultimi due rettilinei del tracciato.
Dal 2011 al 2023, i piloti potevano iniziare ad usare il DRS in gara, e nella Sprint nelle stagioni 2021 e 2022, dopo aver completato due giri dalla partenza della corsa o dalla ripartenza dopo un periodo di regime di safety car. Dal 2024, dopo essere stato sperimentato l'anno precedente nelle Sprint, il numero di giri da completare prima di poter attivare il dispositivo è stato a ridotto ad uno soltanto, quindi è possibile utilizzarlo già dal secondo giro di gara e non più solo dal terzo; lo stesso vale anche per i giri dopo la safety car. Nel caso di una virtual safety car, prevista dal 2015, il DRS è sempre disponibile immediatamente dopo la sua conclusione, se non è stato disabilitato dal direttore di gara. 
Nel 2012 la Mercedes portò in pista un sistema che abbinava il DRS al vecchio f-duct e che in questo modo permetteva di ridurre la deportanza anche all'avantreno.
Tra il 2018 e il 2019, la FIA ha allungato diverse DRS zones su vari tracciati e dove possibile sono state aumentate le zone di attivazione del dispositivo, come nei circuiti di Melbourne, di Manama, di Montréal, di Spielberg, di Singapore e di Città del Messico, in cui sono state portate da due a tre, al fine di favorire i sorpassi. Sul circuito di Silverstone e all'Hockenheimring nel 2018 le zone sono state aumentate a tre, ma nella stagione successiva sono state ridotte nuovamente a due per motivi di sicurezza. Il circuito di Gedda e quello di Miami sono gli unici che presentano, fin dalla loro realizzazione, tre zone per l'utilizzo del dispositivo. Nel 2022, dopo le modifiche al layout del circuito di Melbourne, esso diviene inizialmente il primo tracciato ad essere caratterizzato da ben quattro zone DRS, per poi successivamente tornare a tre per motivi di sicurezza.
La FIA ha analizzato le zone del DRS durante il 2022, introducendo cambiamenti per il 2023 al fine di facilitare i sorpassi o renderli più difficili in alcuni circuiti in cui si riteneva che la zona in cui utilizzare il dispositivo mobile fosse troppo facile o difficile al fine di effettuare un sorpasso. Queste modifiche sono state implementate sul circuito di Manama, quello di Gedda, quello di Melbourne, quello di Baku e quello di Miami, comportando l'adeguamento delle zone di rilevamento e attivazione. La quarta zona inizialmente introdotta nel 2022 a Melbourne, ma poi rimossa per motivi legati alla sicurezza, è stata di nuovo inserita nel 2023. Nel 2024 viene aggiunta una quarta zona DRS anche sul circuito di Singapore, nel tratto di pista che è stato modificato nel 2023.
Fin dall'introduzione del DRS in Formula 1, i circuiti di Monte Carlo, di Suzuka, del Mugello, di Imola e di Lusail sono gli unici in cui è stata utilizzata esclusivamente una zona DRS, sul rettilineo di partenza.
Con l'approvazione del regolamento per la stagione 2026 è stata stabilita l'abolizione del DRS e la sua sostituzione con un nuovo sistema per agevolare i sorpassi chiamato Manual Override Mode.